# Sabatieria chitwoodi
Sabatieria chitwoodi är en rundmaskart som beskrevs av Christian Wieser 1954. Sabatieria chitwoodi ingår i släktet Sabatieria och familjen Comesomatidae. Inga underarter finns listade i Catalogue of Life.